# 2018 у літературі

## Річниці

### Письменники
- 6 січня — 120 років від дня народження українського письменника, поета-лірика Володимира Миколайовича Сосюри;
- 8 січня — 80 років від дня народження українського поета, перекладача, прозаїка, літературознавця, правозахисника Василя Семеновича Стуса
- 12 січня — 390 років від дня народження французького поета, письменника-казкаря, критика Шарля Перро;
- 22 січня — 230 років від дня народження англійського поета — романтика Лорда Джорджа Гордона Байрона;
- 23 січня — 235 років від дня народження знаменитого французького прозаїка Стендаля, автора кількох психологічних романів («Червоне і чорне»);
- 25 січня — 80 років від дня народження відомого радянського російського поета, музиканта та актора Володимира Семеновича Висоцького;
- 8 лютого — 190 років від дня народження французького письменника Жюля Верна, автора класичних пригодницьких романів («Діти капітана Гранта»);
- 10 лютого:
  - 120 років від дня народження німецького письменника, мистецтвознавця, драматурга, театрального та громадського діяча Бертольта Брехта;
  - 80 років від дня народження відомого письименника-детектива Георгія Вайнера;
- 13 березня — 100 років від дня народження російського письменника Григорія Померанца;
- 28 березня — 150 років від дня народження російського письменника Максима Горького (Олексій Максимович Пєшков);
- 4 квітня — 200 років від дня народження англійського письменника Томаса Майна Ріда;
- 22 червня — 120 років від дня народження німецького прозаїка Еріх Марії Ремарка, автора роману «На Західному фронті без змін», який вважається кращим серед творів письменників  «втраченого покоління»;
- 25 червня — 115 років від дня народження британського письменника, публіциста Джорджа Оруелла, автора культових антиутопічних романів («1984»);
- 3 липня — 135 років від дня народження видатного німецького письменника австро-угорського походження Франца Кафки;
- 14 липня — 275 років від дня народження російського імперського державного і громадського діяча, письменника і поета Гаврила Романовича Державіна;
- 27 липня — 165 років від дня народження відомого письменника, публіциста Володимира Галактіоновича Короленка;
- 3 вересня:
  - 135 років від дня смерті класика російської прози Івана Сергійовича Тургенєва;
  - 10 років від дня смерті радянського письменника, реаліста та дисидента Олександра Ісайовича Солженіцина;
- 9 вересня — 190 років від дня народження видатного прозаїка-реаліста, філософа та просвітителя Льва Миколайовича Толстого;
- 9 листопада — 200 років від дня народження класика російської прози Івана Сергійовича Тургенєва;
- 23 листопада — 110 років від дня народження класика дитячої прози Миколи Миколайовича Носова, автора оповідання про Незнайку;
- 29 листопада — 240 років від дня народження українського письменника Григорія Квітки-Основ'яненко;
- 5 грудня — 205 років від дня народження відомлого поета-філософа, дипломата Федора Івановича Тютчева;
- 11 грудня — 100 років від дня народження радянського письменника, реаліста та дисидента Олександра Ісайовича Солженіцина;
- 12 грудня — 90 років від дня народження киргизького та російського прозаїка, автора оповідань Чингіза Айтматова;

### Твори
- 50 років виходу роману «Собор» українського письменника Олеся Терентійовича Гончара;
- 120 років з часу виходу в світ «Війни світів» Герберта Уеллса;
- 135 років з часу виходу комедії «За двома зайцями» Михайла Старицького;
- 140-річчя з часу виходу «П'ятнадцятирічного капітана» Жюль Верна;
- 150 років виповнюється роману французького письменника Жуля Верна «Діти капітана Гранта»;
- 150 років з часу виходу романа «Ідіот» Ф. М. Достоєвського;
- 155 років з дня початку створення «Війни і миру» видатного прозаїка-реаліста, філософа та просвітителя Льва Миколайовича Толстого;
- 165 років з дня початку створення «Анни Кареніної» видатного прозаїка-реаліста, філософа та просвітителя Льва Миколайовича Толстого;
- 180 років виповнюється літературної версії казки «Стійкий олов'яний солдатик», що належить перу Ганса Андерсена;
- 210 років з часу виходу першої частини драми «Фауст», що належить перу В. В. Гете;
- 220 років з часу виходу «Енеїди» Івана Петровича Котляревського;
- 425 років тому Вільям Шекспір написав п'єсу «Приборкання норовливої»;
- 665 років з часу виходу збірки новел «Декамерон» письменника епохи італійського ренесансу Джованні Боккаччо;
- 485-річчя з часу виходу сатиричного роману «Гаргантюа і Пантагрюель», написаному Франсуа Рабле; виповнюється 485 років.

## Нагороди
- Нобелівська премія з літератури не вручалась. Шведська Нова академія присудила альтернативну Нобелівську премію з літератури французькій письменниці Маріз Конде[1].
- Букерівська премія: англійська письменниця Ганна Бернс за роман «Молочник»[2].
- Премія Неб'юла за найкращий роман:
- Премія Неб'юла за найкращу повість:
- Премія Неб'юла за найкраще оповідання:
- Премія «Г'юґо» за найкращий роман:
- Премія Г'юґо за найкращу повість:

## Померли
- 8 березня — Вілсон Гарріс, гаянський письменник (народився у 1921).
- 5 вересня — Прісцила Аппал, канадська поетеса, прозаїкиня, драматургиня і літературознавиця.

## Нові книжки
- The Ukraine — Артема Чапая.